# Laurent Depui
Laurent Depui, également connu sous le nom arabe de Chérif Ibrahim et parfois surnommé le « Lawrence d'Arabie français », né en 1878 à Besançon et mort en 1947 en Tunisie, est un officier de l'armée française et un diplomate très actif dans le monde arabe pendant l'entre-deux guerres.

## Les débuts à Madagascar et Djibouti
Laurent Depui effectue son service militaire au 60e Régiment d’Infanterie de ligne de 1896 à 1898. Il décide de poursuivre dans l'armée en s’engageant au 8e Régiment d’Infanterie coloniale (RIC), formé à Toulon en 1890. Il est alors envoyé à Madagascar (février 1899) où il rejoint le Bataillon malgache de Diégo-Suarez et est promu caporal. Au cours des neuf années de son séjour à Madagascar, il s'intéresse à la culture locale et commence notamment à apprendre la langue malgache. Repéré pour ses capacités et bien noté, il est désigné, en 1903, pour suivre les cours de l’École d’officiers d’infanterie basée à Saint-Maixent. Classé 4e de sa promotion (sur 40) à l’issue de sa scolarité, il est promu sous-lieutenant le 1er avril 1904 et affecté, en 1905, au Premier Régiment de tirailleurs malgaches avec les galons de sous-lieutenant, à Tananarive. 
Cinq ans plus tard, il est muté à Djibouti, en Côte française des Somalis (le 29 mai 1910). Le jeune officier s’imprègne là aussi de la culture locale : il apprend l’arabe et se convertit même à l’Islam en prenant le nom d’Ibrahim Debaoui. Une rencontre décisive influence le cours de sa vie : celle d'une femme yéménite, Zahra, avec laquelle il décide de partager son existence, et qui sera d'une importance particulière au moment où Laurent Depui liera sa vie à l'Arabie. Parallèlement à ses activités militaires, il mène diverses activités d'enseignement, de lexicographie (il rédige un dictionnaire français-somali et français-arabe) et de cartographie (il est l'auteur d'une carte au 1/50.000e de la « Côte française de Somalie »), ce qui lui vaut des félicitations du ministre des Colonies. Il conçoit également un plan de défense pour protéger le port de Djibouti. Ardent et idéaliste, Laurent Depui est bien intégré dans le petit monde de Djibouti, ce qui lui vaut la jalousie d'un autre résident célèbre, Henry de Monfreid, qui dresse de lui un portrait peu élogieux en critiquant notamment la sincérité de sa conversion à l'Islam. C'est également à cette période qu'il adhère à la franc-maçonnerie, par le biais de la loge « Sincérité, Parfaite union et Constante Amitié Réunies » à Besançon, et qu'il commence ses activités en tant qu'agent de renseignements : sa première mission l'envoie en Espagne en 1912 : le Deuxième bureau lui accorde en effet un congé pour un voyage d'informations en Andalousie. De retour à Djibouti, il met à profit son amitié avec le ras Taffari, futur Haïlé Sélassié Ier pour collecter des informations sur l'Éthiopie.
En 1916, et après d’autres missions qui le menèrent au Yémen et au Somaliland, il est envoyé sur le front français. À la tête du 1er bataillon de tirailleurs somalis, il monte victorieusement à l’assaut du fort de Douaumont, le 24 septembre 1916.
De retour à Djibouti, Laurent Depui fait partie des personnalités françaises conviées au couronnement de l'impératrice Zaouditou d’Éthiopie.

## Chérif Ibrahim au Hedjaz

Drapeau de la Révolte Arabe, ca. 1917.

En juin 1917, l’officier, promu capitaine, rejoint au Hedjaz la mission du général Édouard Brémond, l'un des principaux soutiens de la révolte du Chérif Hussein contre les Turcs dans la péninsule arabique, et l'un des promoteurs de l'influence française dans la région. Laurent Depui prend le commandement du groupe de compagnies de mitrailleuses et effectue ses premières missions de liaison auprès de l’émir Ali, le fils aîné du Chérif Hussein et chef de l’armée chérifienne du sud. Sa conversion à l'Islam et sa parfaite connaissance de la langue arabe lui permettent d’établir une relation de confiance avec l’émir Ali, au point qu’il deviendra son chef d’état-major opérationnel jusqu’en janvier 1919 et la capitulation de la garnison turque de Médine. Parmi les faits d'armes de Chérif Ibrahim au cours de la révolte arabe, on peut noter les attaques contre le chemin de fer du Hedjaz (CFH), inauguré par la Turquie dix ans plus tôt et contre divers ouvrages d’art. À l'issue de ces combats, l'émir Ali témoigne son respect et sa reconnaissance au capitaine Depui en le plaçant à sa droite lors de la cérémonie marquant la reddition de la garnison turque de Médine.
Après la guerre, le capitaine Laurent Depui, qui se fait désormais appeler Chérif Ibrahim, est nommé « gérant du consulat » français du Hedjaz, et gère les rivalités entre les Hachémites et la dynastie d'Ibn Saoud, avec qui il se lie d'amitié. Jusqu’en 1930, année où il est promu lieutenant-colonel (le 25 juin), il occupe des fonctions diplomatiques et de renseignement au profit du ministère des Affaires étrangères au Moyen-Orient. Au cours de ces années, il s'est attaché à améliorer les conditions du pèlerinage à La Mecque pour les ressortissants des colonies françaises, et a également vigoureusement combattu l'esclavage, selon des prises de position humanistes en accord avec son engagement maçonnique. Par ailleurs, en tant que musulman converti, il effectue lui-même à de nombreuses reprises le pèlerinage à La Mecque et est le premier Européen à pénétrer dans la ville sainte depuis Jean Louis Burckhardt en 1814.
Selon son biographe Jean-Yves Bertrand Cadi, 

« Cette partie de sa vie vouée à un cheminement ascétique durant une quinzaine d'années, se trouve jalonnée, dans le même temps, par des événements majeurs. Au fil du temps, il devient d'abord un témoin exceptionnel de la décomposition du royaume fugace des Hachémites et de la naissance de l'Arabie Saoudite. Ensuite son charisme séduit nombre de ses interlocuteurs. Il l'impose rapidement en faisant de lui un acteur précieux durant les péripéties militaires ou politiques qui convulsent la péninsule. Partageant cette histoire, il demeure le seul officier français admis et écouté dans le cénacle des princes arabes. »

Chérif Ibrahim obtient sa mise en retraite en 1934. Fatigué d'une vie trop mouvementée, ayant depuis longtemps abandonné sa famille française et sans nouvelle de sa compagne yéménite Zahra, avec qui il a eu une fille (France Fatoum), et persécuté par le gouvernement de Vichy pour ses activités maçonniques, il décide de s'exiler en Tunisie en 1942. On ignore ses conditions d'existence dans cette dernière partie de sa vie. Il décède le 18 septembre 1947 à Oued Sahil (Nabeul), à l’âge de 69 ans.

## La question de la franc-maçonnerie
Si Édith Mailhac-Raggini ne dit mot d'éventuelles activités franc-maçonnes de Laurent Depui, précisant seulement que sa Légion d'honneur, attribuée le 16 juin 1920, lui a été retirée en 1941 par le gouvernement de Vichy « sous l'accusation d'être un haut dignitaire de la franc-maçonnerie », Jean-Yves Bertrand-Cadi consacre quant à lui une grande partie de sa biographie à cet aspect de sa vie, sur la base de nombreux documents d'archive. Laurent Depui est par exemple, le fondateur de la loge maçonnique de Djibouti, sur la Côte française des Somalis, avec laquelle il reste en contact jusqu'à la fin de sa vie. Jean-Yves Bertrand Cadi, qui le qualifie de « porteur de lumière, » écrit à ce sujet :

« Jusqu'en 1936, Laurent Depui entretient des rapports étroits avec la Grande Loge de France. Élu député par la Loge Djibouti-Dire Dawa, il continue de montrer par son zèle et ses initiatives qu'il apparaît parmi les frères les plus investis dans la vie maçonnique. En dépit de son éloignement et de son environnement, son action en faveur de l'espace maçonnique le distingue de ses compagnons. Ces circonstances le conduisent à assumer les plus hautes fonctions de son obédience. En 1924, après avoir été coopté, il siège au Suprême Conseil de son obédience »

Il démissionne toutefois brutalement de la Grande Loge de France le 12 décembre 1936, pour des raisons relativement obscures.

## En littérature
Le grand reporter Albert Londres met en scène Chérif Ibrahim dans son ouvrage sur les pêcheurs de perles. En effet, Laurent Depui avait obtenu un détachement ordonné par le 2e bureau de l'état-major des Armées afin d'accompagner le reporter dans son périple en Arabie. Grâce à sa connaissance de la langue et des mœurs arabes ainsi qu'à ses nombreuses relations, lui sert de guide dans son périple qui le mène de Djibouti à Bahreïn et son aide est précieuse pour le journaliste qui dresse de lui un portrait romanesque. Chérif Ibrahim aurait également inspiré le personnage du Commandant Féroud dans deux romans de Joseph Kessel, qui l'aurait rencontré en 1925 lors de son voyage en Syrie et au Liban. Enfin, l'écrivain et marin Henry de Monfreid évoque également le personnage dans certains de ses écrits.
Par ailleurs, à la suite de sa mise en lumière par Albert Londres dans son reportage Pêcheurs de perles, Laurent Depui fait paraître en avril 1932, dans le quotidien à grand tirage Le Matin, un reportage intitulé « Le pèlerinage moderne à La Mecque » (du 23 au 30 avril 1932). Ce texte brosse un portrait haut en couleur de Laurent Depui présenté sous son nom arabe de Chérif Ibrahim : 

« C'est Chérif Ibrahim, Ibrahim pacha ! C'est le héros de la reprise de Douaumont à la tête de ses Somalis et du siège de Médine, le Bédouin errant du désert arabe, le théologien coranique, le géographe du Hedjaz, du Yémen et de la Somalie, le voyageur toujours imprévu, le méhariste infatigable, le commensal habituel d'Ibn Séoud et de l'Imam Yahia, le témoin de tous les combats du Proche-Orient, l'artisan de la paix arabe, que M. Henry de Jouvenel, alors Haut-Commissaire en Syrie, délégua auprès du sultan du Nedj pour négocier la paix druse ; c'est l'ami des humbles et des grands, des plus pauvres et des plus puissants, en Arabie, de Damas à Mascate, de Koweït à Cheikh-Saïd, l'homme le plus connu et le plus secret de Sanaa et de Taez, l'un des plus éclairés et des plus vénérés des pèlerins innombrables de Médine et de La Mecque ! »